# 萧来鸾
萧来鸾（？—？），吉安人，是一名清朝政治人物。拔贡出身。
萧来鸾曾于康熙十一年（1672年）接替程万仞任延平府知府一职，康熙十七年（1678年）由李呈芳接任。